# Sanna 77
Sanna 77 — пистолет-пулемёт (де-факто карабин) южноафриканского производства, использовавшийся в Родезии и ЮАР. 

## Описание
В отличие от пластикового пистолета-пулемёта Kommando LDP, все детали Sanna 77 были металлическими. Как и в пистолетах-пулемётах семейства Uzi и MAC-10, магазин оружия вставлялся в рукоятку, а приклад был складным. Мушка была накрыта, а рукоять затвора находилась слева на ствольной коробке. Существенным отличием было то, что оружие изготавливалось для гражданских нужд и поэтому не могло вести непрерывный огонь из-за законодательства ЮАР. Рычажок предохранителя находился внутри спусковой скобы, сзади спускового крючка: на предохранитель оружие ставилось путём поворота рычажка слева направо. Защёлка магазина была снизу пистолетной рукоятки.

## Применение
Образец Sanna 77 был одним из тех образцов, которые конкурировали с другими в борьбе за то, чтобы стать основным оружием сухопутных войск Родезии и ЮАР. Производство родезийских образцов стрелкового оружия началось в связи с международными санкциями и контрабандой Uzi: родезийцы пытались создать аналог пистолета-пулемёта CZ-25. Одной из первых попыток стал пистолет-пулемёт Kommando LDP авторства Алекса Дю Плессиса и компании Lacoste Engineering — в нём впервые появился телескопический приклад и магазин в рукояти. Однако переводчик режимов огня был крайне ненадёжным и мог заклинить, поэтому от него отказались в пользу BPX.
В начале 1970-х годов в Йоханнесбурге компанией Dan Pienaar Enterprises (Pty) Ltd. началось производство ПП Sanna 77, который действовал по принципу свободного затвора и был оснащён передней рукояткой, удобной при сложенном плечевом упоре (прикладе). Как и Uzi, он стрелял патронами 9x19 мм, однако только одиночными выстрелами. Из-за того, что Sanna 77 оказалась не более чем обычным тяжёлым пистолетом или тяжёлым карабином, её коммерческое производство прекратилось. Сохранившиеся образцы остались в распоряжении некоторых военизированных подразделений.